# 臺灣博碩士論文知識加值系統
臺灣博碩士論文知識加值系統是中華民國教育部委託國家圖書館建置的「學位論文總書目庫與資訊整合平台」，是一個免費的學位論文線上檢索系統。推動者期望透過臺灣博碩士論文知識加值系統來推升中華民國的學術自由傳播，冀望經由「免費提供大眾使用」能照顧到社會上的資訊弱勢族群，實現學術之前人人平等的社會公義。

## 來源
1. ↑  .   [2018-12-01]. （原始内容存档于2021-05-03）.
2. ↑  . 國家發展委員會圖書館 首頁. 2010-05-06  [2018-12-01]. （原始内容存档于2018-12-02） （中文）.
3. ↑  . 公平交易委員會. 2008-12-25  [2018-12-01]. （原始内容存档于2020-11-26） （中文）.